# ألفرد هاغ
ألفرد هاغ (بالألمانية: Alfred Haag)‏ هو مقاوم وسياسي ألماني، ولد في 15 ديسمبر 1904 بشفايبيش غموند في ألمانيا، وتوفي في 8 أغسطس 1982 بميونخ في ألمانيا. حزبياً، نشط في الحزب الشيوعي في ألمانيا والحزب الشيوعي الألماني.